# Xochitepec, Acatepec
Xochitepec är en ort i Mexiko.   Den ligger i kommunen Acatepec och delstaten Guerrero, i den södra delen av landet, 250 km söder om huvudstaden Mexico City. Xochitepec ligger 1 474 meter över havet och antalet invånare är 484.
Terrängen runt Xochitepec är kuperad åt sydväst, men åt nordost är den bergig. Runt Xochitepec är det ganska glesbefolkat, med 42 invånare per kvadratkilometer. Närmaste större samhälle är Acatepec, 18,1 km norr om Xochitepec. I omgivningarna runt Xochitepec växer huvudsakligen savannskog.